# سعد الدين كوبك
سعد الدين كوبك واسمه الكامل سعد الدين كوبك بن محمد (كلمة كوبك تعني باللغة التركية: الكلب). توفي في سنة 1239م. هو أحد أمراء دولة سلاجقة الروم. كان أول ذكر له بصفته «أميراً للصيد والتعمير» في فترة سلطنة علاء الدين كيقباد الأول الذي حكم السلطنة السلجوقية من (1220م – 1237م)، وقد شارك سعد الدين في عهد السلطان علاء الدين في أحد الحملات العسكرية ضد الأيوبيين وانتهت هذه المعركة بانتصار السلاجقة.
وبعد وفاة السلطان علاء الدين كيقباد نُصِّبَ غياثُ الدين كيخسرو سلطاناً. وترك هذا السلطان تصريف شؤون الدولة لسعد الدين كوبك الذي اشتهر بعد هذا بسياسته التي ألحقت الضرر الكبير بالدولة من الداخل، ولم يلبث كوبك حتى أصبح مسيطراً على الدولة وقادها إلى الهاوية، فقام في بداية الأمر بحبس القائد الخوارزمي «قيرخان» في إحدى القلاع وتوفي فيها، وفي أثر هذه الخطوة، ثار أتباع قيرخان الخوارزميين وتمردوا، ودارت بينهم وبين السلاجقة معركة انتهت بانتصار الخوارزميين فيها، ثم أكمل كوبك عمله فأراد التخلص من كبار الأمراء ورجال الدولة الذين بات يخشى منافستهم، فبدأ بتصفية خصومه، وكان أولهم الأتابك «شمس الدين آلتونبه». ثم حبس «الملكة العادلية الأيوبية» (زوجة السلطان علاء الدين كيقباد) وحبس ابنيها «عز الدين قلج أرسلان» و«ركن الدين»، وقتلوا جميعاً في حبسهم. ثم اتهم «تاج الدين بروانه» بالزنا فأقيم عليه الحد رجماً. وعلى أثر تصفيته لهؤلاء ازدادت هيبته ولم يعد أحد من رجال الدولة يستطيع معارضته. ثم استمر في قتل المزيد من كبار رجال الدولة فقتل «حسام الدين قيمري» و«كمال الدين كاميار». وقد كان لسعد الدين إنجازات عسكرية بالإضافة إلى هذا فقد فتح «قلعة سميساط» في سنة 635 هـ/1238م وفتح قلاعاً أخرى في فترة وجيزة. قرر السلطان بعد ذلك التخلص من كوبك وقتله، فأمر أحد أمرائه بذلك فقتله، وعلقت جثته للعبرة وكان ذلك في سنة 636 هـ/1239م.

## سيرته

### في عهد السلطان علاء الدين كيقباد

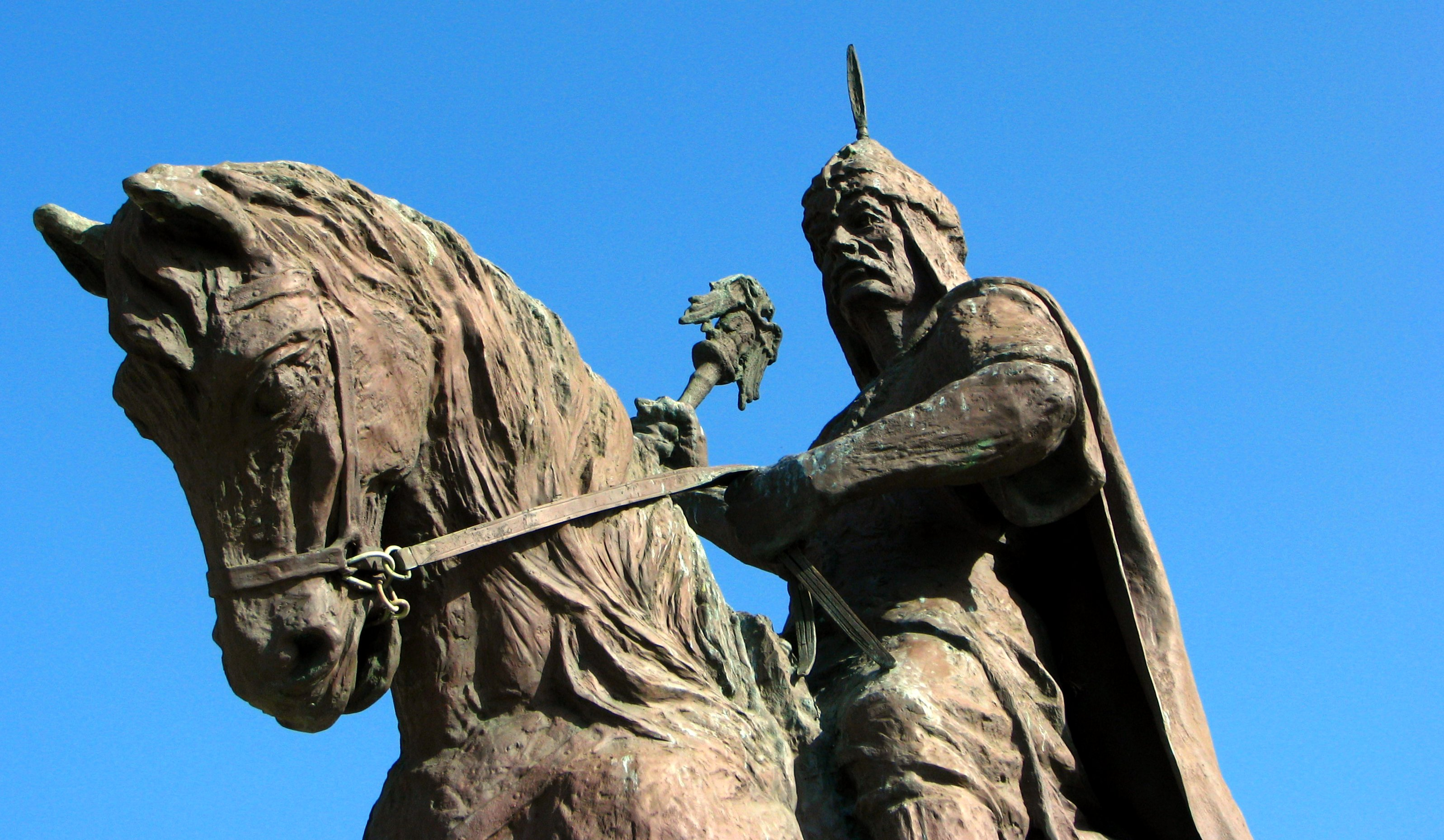
تمثال للسلطان علاء الدين كيقباد في مدينة ألانيا (علائية).

يذكر صاحب كتاب «أخبار سلاجقة الروم» أن سعد الدين كوبك قام بتعمير قصر قباد آباد بأمر من السلطان علاء الدين كيقباد وقد كان سعد الدين أميراً للصيد والتعمير. ويذكر أيضاً أن سعد الدين شارك في محاربة الأيوبيين في عصر خامس سلاطينها الملك الكامل الذي بعث ملك حماة وملك حمص و«شمس الدين صواب» -خادم الكامل- لمحاربة السلاجقة بعد استعانة ملك «خرتبرت» به.

### في عهد السلطان غياث الدين كيخسرو
تولى غياث الدين كيخسرو السلطنة سنة 634 هـ/1237م بعد وفاة والده علاء الدين كيقباد وقد كان سعد الدين كوبك وعدد من الأمراء إلى جانبه أول من قام بمبايعة السلطان. وهناك من يذكر أن إجلاس السلطان غياث الدين كيخسرو كان بتآمر مجموعة من الوزراء بقيادة سعد الدين كوبك، بالرغم من أن السلطان السابق علاء الدين كيقباد عهد بولاية عهده لابنه الأصغر «عز الدين قلج أرسلان»، فقد تخلصوا منه ومن شقيقه وأمهما «الملكة العادلية» لاحقاً بقتلهم. وبعد أن صفا الملك لكيخسرو الثاني سيطر سعد الدين على شؤون الدولة.
يذكر صاحب كتاب «أخبار سلاجقة الروم» أن سعد الدين كوبك ألصق بأحد كبار أمراء العساكر الخوارزمية «قيرخان» تهمة عند السلطان غياث الدين فقام السلطان على أثر ذلك باعتقاله وحبسه فمرض في حبسه ومات، وبعد سماع الأمراء الخوارزميين الآخرين بذلك لاذوا جميعاً بالفرار، فعم الاضطراب في البلاد وتعرضت الولاية بأسرها للنهب والغارة. فقام السلطان بإرسال «كمال الدين كاميار» لاستعادتهم، فانطلق بالجند متوجهاً إلى ملطية، وأرسل «سيف الدولة أرتقش» قائد جند ملطية في إثرهم حتى «خرتبرت»، فأعترض طريق الخوارزميين بجانب «سيف الدين بيرم»، وقاتلوهم بعد ذلك، فانتصر الأمراء الخوارزميون عليهم وقتل سيف الدين بيرم وأسر سيف الدولة أرتقش، وانطلقوا نحو الشام. ويذكر أنه قد أتيحت لكوبك ثغرات على «كمال الدين كاميار» فقام بقتله لاحقاً بجانب عدد من الأمراء. وقد كانت هذه الخطوة أولى الخطوات التي اتخذها سعد الدين كوبك ليودي بالدولة إلى الهاوية.

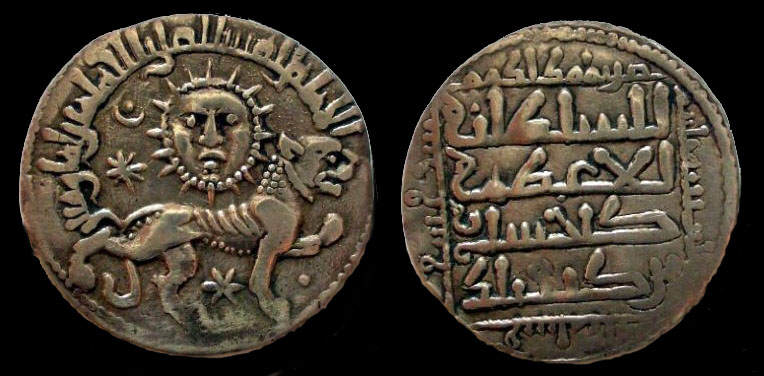
عملة نقدية ضُربت في عهد السُلطان غياث الدين كيخسرو.

#### قتل شمس الدين ألتونبه والملكة العادلية وتاج الدين بروانه
يُذكر أن سعد الدين كوبك أراد التخلص من منافسيه من الأمراء ورجال الدولة الذين بات يخشى منافستهم، فقد كان هدفه تسيير شؤون الدولة منفرداً، فقام بوضع مخطط لإزاحتهم من طريقه واحداً تلو الآخر.
فشرع سعد الدين كوبك بجانب «تاج الدين بروانه» في تحريض السلطان على الأتابك «شمس الدين ألتونبه» ويُذكر أن السبب في ذلك أن شمس الدين يقول «لا بد من إبعاد هذا الكلب -إشارة لسعد الدين كوبك- من الحضرة السلطانية، وإلا أصاب كل إنسان بجراحات.» وذات يوم وقد كان الديوان السلطاني ممتلئاً برجال الدولة، خرج كوبك وبروانه من عند السلطان، فقام بأخذ شمس الدين ألتونبه من بين رجال الدولة وسلمه لأحد الحراس ليأخذه ويقتله في الخارج. ثم انقلب كوبك على تاج الدين بروانه وأخذ يسعى للقضاء عليه، فقام تاج الدين بإبعاد نفسه عن الساحة وذهب إلى «أنكورية».
ثم أشار كوبك على السلطان بقتل «الملكة العادلية» (زوجة السلطان علاء الدين كيقباد) وابنيها «عز الدين قلج أرسلان» و«ركن الدين» (أبناء علاء الدين كيقباد وأخوة السلطان غياث الدين كيخسرو)، فقام بإرسال الملكة العادلية إلى «قلعة أنكورية» وماتت خنقاً بوتر القوس بعد مدة، وحمل عز الدين وركن الدين إلى «قلعة برغلو» حيث تم حبسهما وقتلهما.
ووصلت أخبار إلى كوبك حول أن «تاج الدين بروانه» حين وصل إلى آقشهر [الإنجليزية] ارتكب الزنا مع مطربة من مغنيات ملك «خرتبرت»، فقام كوبك باستفتاء الأئمة والقضاة في حد الزاني المحصن، فأفتوا بأن جزاءه الرجم. وقام كوبك بإظهار الفتاوى للسلطان في وقت خلوته، وحرضه عليه، فقام السلطان بالمصادقة على إنزال العقوبة على بروانه. فانتقل كوبك بسرعة نحو «أنكورية»، فقام باستدعاء بروانه وأمراء وأئمة المدينة وأسمعهم الأمر، ثم اشتغل كوبك بضعة أيام بتتبع أموال بروانه، فلما فرغ من ذلك، أمر به في ميدان أنكورية فدفنه حتى صرته وأمر العوام برميه بالحجارة. وبعد نجاح كوبك من التخلص من هؤلاء الأمراء ازدادت هيبته وملأ الرعب في قلوب رجال الدولة فلم يعد أحد منهم يستطيع معارضته.

#### فتح قلعة سميساط وأخذ حسام الدين قيمري وكمال الدين كاميار
أرسل السلطان غياث الدين كيخسرو الثاني قوة عسكرية بقيادة سعد الدين كوبك إلى مدينة سميساط للاستيلاء عليها، ولما وصل إليها، ضرب عليها الحصار. فطلب أهل المدينة الأمان مقابل تسليم المدينة، بسبب ضعف ملوكها وعدم قدرتهم على المقاومة، فأجابهم كوبك بذلك، ومنع الجيش من القتال، وكتب عهداً وأرسله. وفي الحال أخلى الملوك القلعة وأنزلوا متاعهم. وتم فتح قلعة سميساط في يوم الجمعة آخر شهر ذي القعدة سنة 635 هـ/1238م، وتم فتح بضع قلاع أخرى في مدة قليلة، فأزداد كوبك بذلك هيبة في الدولة.
بعدما رجع سعد الدين كوبك من فتح قلعة سميساط اتهم «حسام الدين قيمري» بإحدى الجرائم، وحبسه مقيداً في قصر السلطنة في مدينة ملطية واستولى على أمواله لحساب السلطان. وانتقل بعدها إلى قونية وبسبب الإشاعات، أخذ «كمال الدين كاميار» في «قلعة كاوله» وقتل هناك.

## صفاته
يقول صاحب كتاب «أخبار سلاجقة الروم»: «وبرغم كل ما اشتمل عليه من خبث الطويّة، وسوء العشرة مع الأكابر، كان فريداً في الإحسان إلى الرعية وبسط العدل، وكان في السّخاء أكثر تدفقا من البحر، وأبلغ إدراراً من السّحاب، وبرغم كل ما انطوى عليه طبعه من تنمّر كان في خلوته بالنّدماء والحرفاء كالوردة الضحوك. ومن بين عقوباته الغريبة أنه بينما كان في غزوة من الغزوات اقتحم جمل من حمولات الجند زراعة أحد الزرّاع، فجاء المزارع ينوح ويبكي على باب خيمة «كوبك»، فأمر في الحال بأن يأتوا بصاحب الجمل، وذلك بأن يمرّوا بالجمل على المعسكر بأكمله، فلم يجرؤ أحد على الإقرار بملكيّته للجمل. ولما لم يظهر له صاحب أمر بتعليق الجمل على شجرة صفصاف كانت قد نمت على رأس ذلك الحقل. ومن ثمّ لم يكن أحد يجرؤ على أن يلتقط شيئا رآه ساقطا في الشارع، وكان يتمّ إبلاغ من عرف من الناس بجمع اللّقي والمفقودات بأن يحملوها إلى دهليز السلطنة، فإن كانت ثوباً أو ما في حكمه علّقت في حبال الخيمة وأطنابها، وإن كانت حيوانا تعهّدوه، وسار مناد ينادي في الجيش: ممن ضاع الشيء الفلاني؟ فكان الخصم يسمع، ويأتي ببّينة، ويأخذ الشيء في الحال.»

## والدته
يقول صاحب كتاب «أخبار سلاجقة الروم» بخصوص والدته: «كانت أمّه «شهناز خاتون» من بنات الأغنياء بمدينة «قونية»، وكان «غياث الدين كيخسرو» - والد علاء الدين كيقباد- مفتونا  بذؤابتيها المفتولتين، إذ كان قد وقع في حبّها لجمالها النّادر الذي تملّك الحزن «ليلى» بسبب روعته، فأضحت في حزنها كالمجنون. فجيء بها إلى السلطان خفية، ثمّ أعادوها معزّزة مكرّمة. ولم يكن لأحد علم بشيء من هذا، اللهم إلّا جدته. فلما زفّت أمّه ونقلت إلى بيت أبيه كانت حاملا فيه لشهرين، وتحايلت فجعلت نفسها عذراء، ولفرط دهاء جدّته أظهرت أنّها حملت في ليلة الزفاف، «فلما انقضت سبعة أشهر ولدت». وهو يريد بهذا التّقرير المزوّر أن يدخل في روع الناس أنّه/ من أصل سلجوقيّ.
كذلك حمل السلطان بالتدليس والدّجل على أن يغيّر لون المظلّة الأسود إلى اللون الأزرق لكي يتناهى إلى علم حضرة الخلافة أن سلطان الرّوم قد شعر بالعار من شعار آل العباس، فأبعد شوب لونهم عن مظلّته، حتى إذا أصاب سهم مكيدته الهدف المطلوب بعد ذلك جعل هذا السبب عكّازا للاعتذار.»

## مقتله
نتيجة لتصرفات سعد الدين كوبك فقدت الدولة بعض أركانها المهمة، فكل الذين تم قتلهم هم من أمراء السلطان السابق علاء الدين كيقباد وأعوانه المقربين وحقق بمساعدتهم مكاسب كثيرة للدولة حتى عُد عصره العصر الذهبي لدولة سلاجقة الروم. وفي خضم هذا التدهور الذي أصاب الدولة من الداخل بدأت الغارات المغولية، استفاق السلطان غياث الدين كيخسرو وأدرك أنه تم التخلص من أكابر رجال الدولة على يد سعد الدين كوبك، فبدأ السُلطان غياث الدين يحزن لفراقهم، وبدأت فيه الوسوسة لأن كوبك كان يتجرأ بالدخول عنده بسيفه، فبعث السلطان أحد غلمانه إلى مدينة سيواس عند أمير الحرس الذي يدعى «قراجة»، وأخبره بأن سعد الدين كوبك عمل على قتل أركان الدولة وبدأ يدخل على السلطان بسيفه، وأمره بالقدوم بسرعة ليتدارك أمره. فقدم قراجه بصحبة الغلام متجهاً إلى السلطان في «قصر قباد آباد»، فأرسل الغلام إلى السلطان ليعلمه بقدومه، وأبدى بعض التريث والتباطؤ، ثم نزل فجأة في المساء بمنزل سعد الدين كوبك ولم يكن كوبك يخشى أحداً سواه، فلما رآه سأله: «هل وصلت إلى خدمة سلطان العالم؟ أجاب: كيف يتسنّى لي أن أذهب إلى خدمة السلطان وأحسب نفسي من المقرّبين إليه دون إذن من ملك الأمراء، إنّني أعد جانب ملك الأمراء المعظّم هو المعاذ والملاذ.» وجعل قراجه أمير الحرس سعد الدين يطمئن له.
وأخذه كوبك في الصباح لمقابلة السلطان. ويقول صاحب كتاب «أخبار سلاجقة الروم»: «وبعد ذلك اتفق أمير المجلس مع السلطان على أنّه إذا ما حضر «كوبك» مجلس الأنس، يدفع السلطان الأنخاب لأمير الحرس فيحتسيها، ويستأذن في الخروج بحجّة الرّغبة في التبوّل، ويكون مع رفاقه مترصّدين خروج «كوبك»، فإذا خرج أعملوا فيه السيف، وخلّصوا العالم من بلائه. فشرب أمير الحرس الأنخاب وجلس في الدّهليز يترصّد خروجه، فلما خرج «كوبك» نهض واقفاً احتراماً له، فلما مرّ من أمامه أراد أن يضربه على قفاه بالعصا، فسقط العصا علي كتفه، فأمسك برقبة أمير الحرس، فسحب «طغان» أمير العلم سيفه وجرى خلف كوبك [فجرحه] فألقى بنفسه- خوفا على حياته- في «شرابخانة» السلطان، فلما رآه السّقاة مضرجا بدمه تجمّعوا عليه وبيد كل منهم سكّين أو سيف أو خنجر/ وانتزعوا روحه النّجسة ونفسه الخبيثة من جسده وألقوا بها في دركات الجحيم.
ولما أرسلوا روحه إلى سجّين، أمر السلطان بتعليق جثته النّجسة في مكان مرتفع كي تصبح عبرة لأولى الأبصار: فجعلوا أجزاء أعضائه في قفص حديديّ، وعلّقت في حبل متدل، وكان السلطان علاء الدين قد علقّ على نفس الحبل من كان لقبه «كمال» مشرف «قباد آباد» بسبب خبث «كوبك» وسعايته، فظلت جثّة «كمال» معلّقة هناك، وكان السلطان [علاء الدين] قد غضب على «كمال» وتعجّل في عقوبته، فتملّكه الندم فور تنفيذ العقوبة، وأخذ أقرباء كمال وعشيرته يتضرّعون لإنزاله من هناك ودفنه، لكنّ السلطان كان يقول: والله لا ينزل حتى يعلّق حاسده وقاصده مكانه.
ولمّا علّقت جثّة «كوبك» على المشنقة بادر أقارب كمال، فأنزلوا جثّته المقدّدة ودفنوها. وهذه من بين الكرامات التي يحكونها عن السلطان علاء الدين.
فلما تدلّى القفص من الحبل، كان عدد من النّاس قد تجمعوا لمشاهدة جثّته الممزقة إربا، وفجأة سقط القفص فأهلك رجلا. فقال السلطان: لا زالت نفسه الشّريرة تعمل عملها في هذا العالم.
ولمّا فرغ السلطان من تلك المهمّة، استدعى «جلال الدين قراطاي» (وكان «كوبك» قد أبقى عليه معزولا في إحدى النواحي) واستماله وسلّم إليه «الطست خانه» وخزانة الخاصّ. وجرى إسناد نيابة السلطان إلى شمس الدين (وكان خط العزل قد رسم على صحيفة عمله حين أسندت الوزارة إلى الصاحب مهذّب الدين).»